# Воля-Зарчицька
Воля-Зарчицька (пол. Wola Zarczycka) — село в Польщі, у гміні Нова Сажина Лежайського повіту Підкарпатського воєводства.
Населення — 3882 особи (2011).
У 1975-1998 роках село належало до .

## Демографія
Демографічна структура станом на 31 березня 2011 року:
|          | Загалом | Допрацездатний вік | Працездатний вік | Постпрацездатний вік |
| -------- | ------- | ------------------ | ---------------- | -------------------- |
| Чоловіки | 1926    | 469                | 1250             | 207                  |
| Жінки    | 1956    | 445                | 1069             | 442                  |
| Разом    | 3882    | 914                | 2319             | 649                  |